# Fuerza Aérea de Uganda
La Fuerza Aérea de la Fuerza de Defensa del Pueblo de Uganda (en inglés: Ugandan People's Defence Force Air Force), más comúnmente conocida como Fuerza Aérea de Uganda, es la rama de la Fuerza de Defensa del Pueblo de Uganda que se ocupa de la defensa aérea. Su sede se encuentra en Entebbe (Uganda). El actual comandante es Charles Lutaaya, mientras que Emmanuel Kwihangana se desempeña como jefe del Estado Mayor del Aire.

## Historia

### Fuerza Aérea del Ejército de Uganda

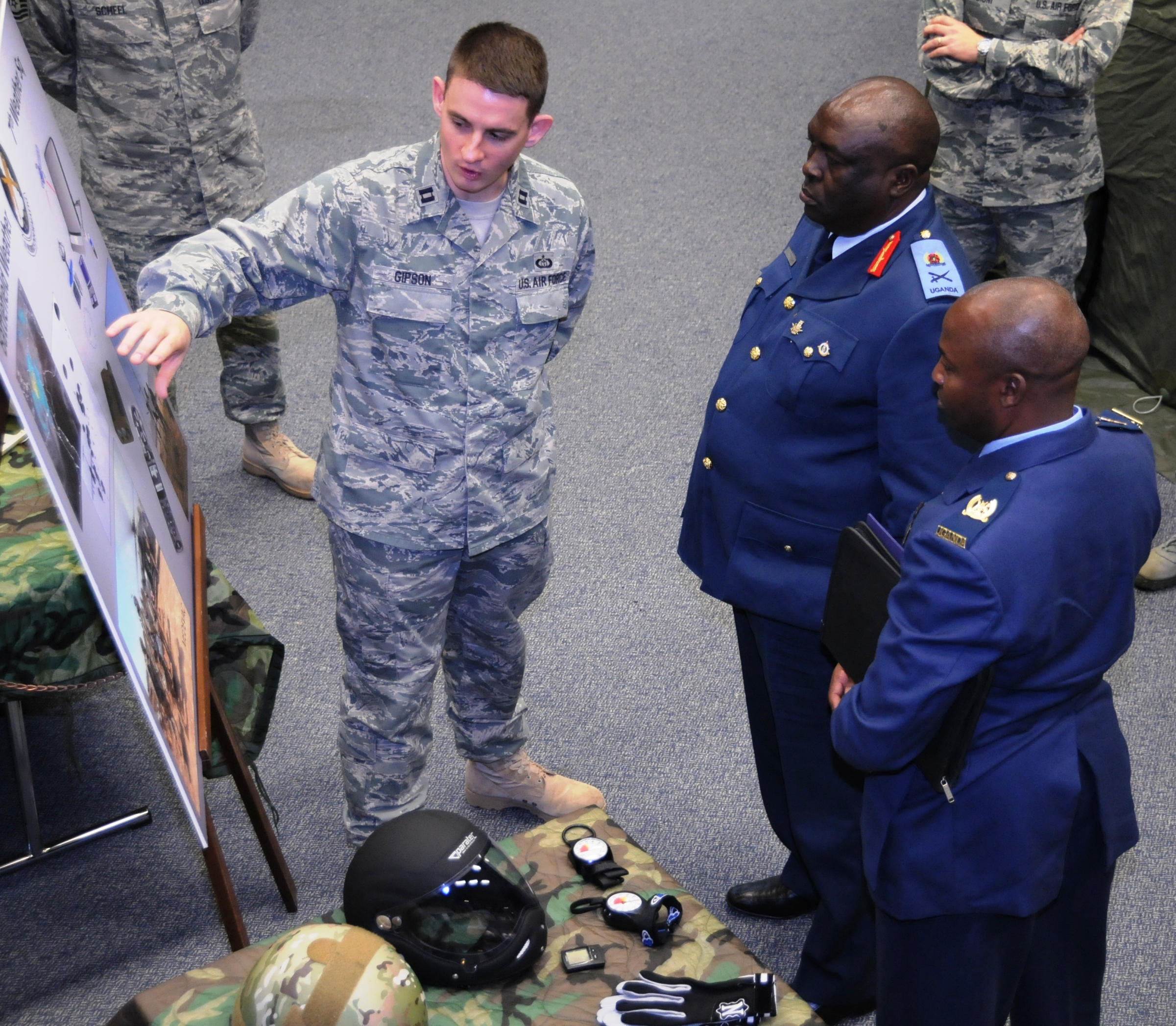
Coronel Emmanuel Kwihangana jefe del Estado Mayor de la Fuerza Aéra de Uganda

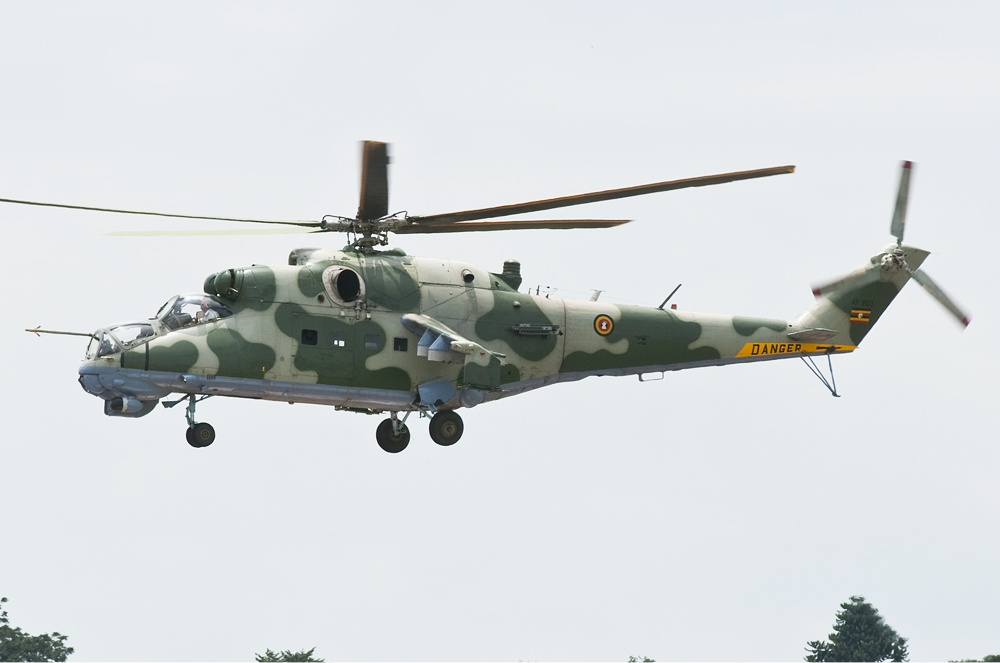
Un helicóptero de ataque Mil Mi-24V de la Fuerza de Defensa del Pueblo de Uganda

La Fuerza Aérea de Uganda remonta su historia a 1964, cuando se estableció la primera fuerza aérea del país con ayuda israelí. Esta rama militar se denominó oficialmente Fuerza Aérea del Ejército de Uganda (UAAF). Su primer avión fue de origen israelí y sus primeros pilotos se formaron en Israel. A medida que el gobierno de Uganda forjaba vínculos más estrechos con el Bloque del Este, la UAAF comenzó a adquirir más aviones y apoyo para el entrenamiento de la Unión Soviética, Checoslovaquia y Libia. La ayuda israelí también continuó inicialmente. Después de que Idi Amin tomó el poder durante el Golpe de Estado en Uganda de 1971, el ejército de Uganda, incluida su fuerza aérea, se amplió aún más. Al mismo tiempo, aumentaron la corrupción y las luchas internas, mientras que la ayuda exterior comenzó a disminuir, lo que redujo la capacidad de operación de la UAAF.
Una parte importante de la UAAF fue destruida en el curso de la Operación Entebbe en 1976, aunque posteriormente fue reconstruida con apoyo principalmente libio y soviético.
A fines de 1978, la UAAF estaba comandada por el teniente coronel Christopher Gore y constaba de varias docenas de MiG-21MF, MiG-21UM, MiG-17 y MiG-15UTI. Sin embargo, algunos de los aviones disponibles no estaban listos para el combate y fueron abandonados durante la Guerra Uganda-Tanzania sin entrar en combate. La falta de repuestos afectó especialmente a los Mig-15 y MiG-17. La UAAF se dividió en tres escuadrones de combate. Sin embargo, la fuerza fue efectivamente aniquilada durante la campaña aérea de 1978/1979 de la Guerra Uganda-Tanzania. Sus pilotos y técnicos se dispersaron, muchos huyendo al extranjero; sus aviones fueron destruidos o capturados por los tanzanos.

### Fuerzas aéreas desde 1979
Después del derrocamiento de Idi Amin y la destrucción de la UAAF durante la Guerra Uganda-Tanzania, hubo repetidos intentos por parte de los siguientes gobiernos de Uganda de organizar una nueva fuerza aérea. El nuevo ejército nacional, generalmente conocido como Ejército de Liberación Nacional de Uganda (UNLA), adquirió algunos helicópteros y organizó un pequeño ala aérea. Una restauración adicional siguió siendo imposible debido a la falta de fondos, así como a un conflicto interno renovado, ya que el país se sumergió en una guerra civil conocida como la Guerra Civil de Uganda.
La guerra civil fue ganada por el rebelde Movimiento de Resistencia Nacional (NRM) en 1986, lo que resultó en la organización de otro ejército nacional. El gobierno de NRM comenzó a reconstruir la fuerza aérea, pero la nueva «Fuerza Aérea de Defensa del Pueblo de Uganda» permaneció extremadamente pequeña hasta la década de 1990, contando con solo 100 efectivos en 1994.

### Fuerza aérea moderna
La fuerza aérea moderna, en su forma actual, fue establecida en 2005 por la Defence Forces Act, sección (3) subsección (2) con la misión de la política de defensa integral del país principalmente en el análisis de amenazas a pesar de ser un país sin salida al mar. Se formó como un instituto estatutario y un brazo independiente de las Fuerzas de Defensa de Uganda.
En 2011, Emmanuel Tumusiime-Mutebile, gobernador del banco central, provocó una gran volatilidad en el chelín ugandés cuando le dijo al Financial Times que el presidente Museveni había ignorado los consejos técnicos contra el uso de las pequeñas reservas de divisas de Uganda para comprar nuevos aviones de combate Sukhoi Su-30.
En marzo de 2022, la Fuerza Aérea de Uganda (UPDF) firmó un memorándum de entendimiento (memorandum of understanding; MOU) con el Gobierno de la India, para que este último mantenga y preste servicio a los aviones de combate multiusos Su-30MK2 de fabricación rusa de Uganda. El trabajo será realizado por Hindustan Aeronautics Limited (HAL), con sede en Bangalore (India). HAL es propiedad exclusiva del gobierno indio. El acuerdo se firmó en la Embajada de la India en Uganda, en Kampala la capital de Uganda.
La UPDAF elogió el desarme del Ejército de Resistencia del Señor y la Ley de Recuperación del Norte de Uganda firmada por el presidente Barack Obama, que condujo a la cooperación entre la Fuerza de Defensa del Pueblo de Uganda, la Fuerza Aérea de Defensa del Pueblo de Uganda y otras Fuerzas Aéreas de África para establecer buenas asociaciones y compromiso militar. En 2018, la UPDAF ascendió a 107 soldados a rangos comisionados y superiores.

## Misión de la Fuerza Aérea

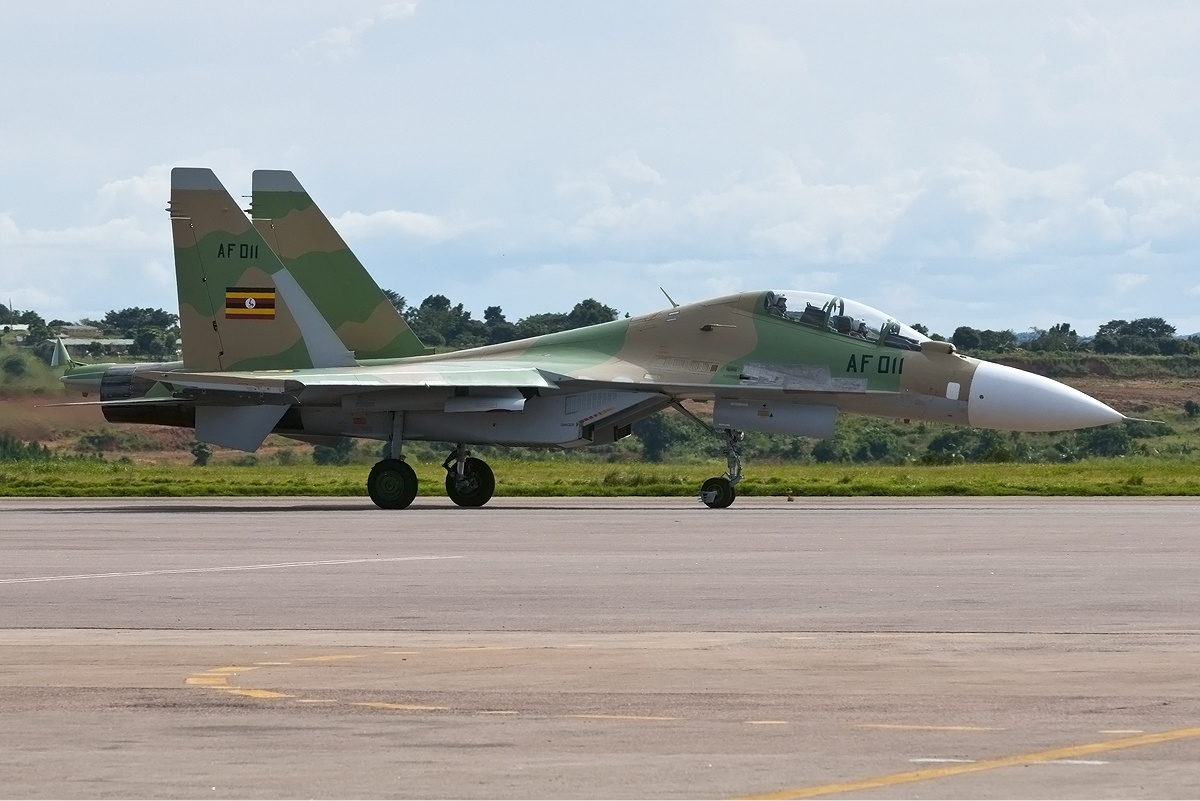
Un Sukhoi Su-30MK2 del Ala aérea de la Fuerza de Defensa del Pueblo de Uganda

La Fuerza Aérea de Uganda tiene como misión principal defender el espacio aéreo del país y brindar apoyo a las operaciones del ejército. Otras misiones incluyen:
- Participar en misiones regionales de paz
- Proporcionar apoyo al ejército.
- Construcción de un cuerpo de oficiales y reclutas bien entrenado, capaz de contribuir adecuadamente al cumplimiento de la misión de la Fuerza Aérea de Uganda
- Seguir siendo el poder de defensa estratégico de Uganda al disuadir potenciales amenazas y establecer la superioridad en el combate.

## Bases e instalaciones de entrenamiento
La Fuerza Aérea de Uganda tiene sus instalaciones de entrenamiento ubicadas en la Base Aérea de Gulu, incluido el equipo y los aviones de entrenamiento adicionales, todos situados en Gulu, también tiene, en su centro de entrenamiento allí establecido desde 2011, un programa de capacitación de cinco años. El aeropuerto de Gulu está controlado por el ala aérea de las Fuerzas de Defensa del Pueblo de Uganda.

### Mejora de la base aérea

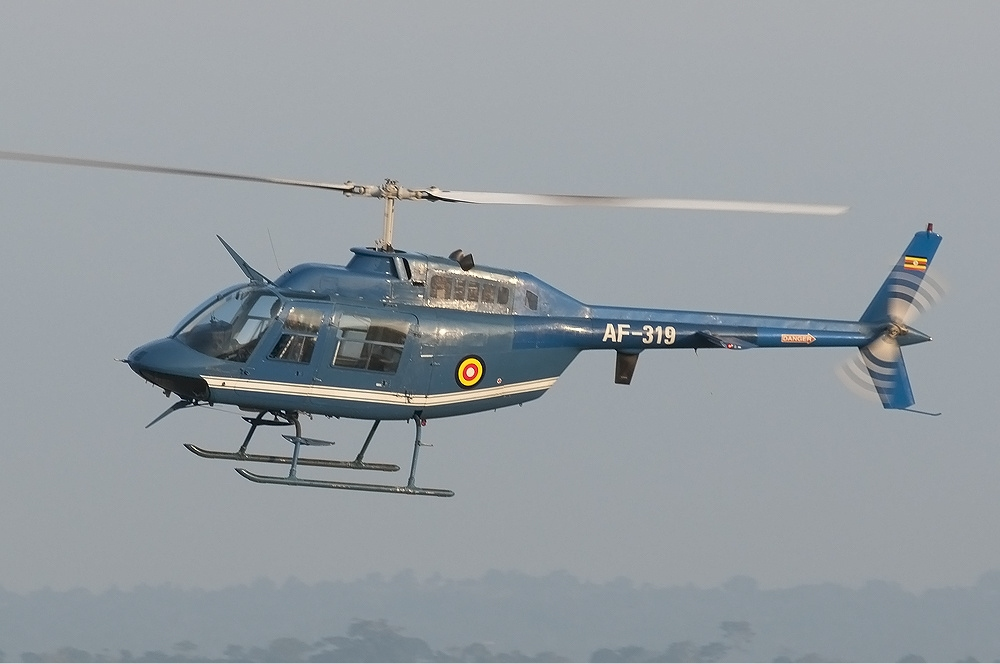
Bell 206B JetRanger II de la Fuerza Aérea de Uganda

A partir del 14 de noviembre de 2019, el presidente de Uganda creó un comité para actualizar el aeropuerto de Gulu a los estándares internacionales; de acuerdo con el presidente la construcción determinará las características e instalaciones de los hangares de aeronaves, vías de acceso, sistemas de tratamiento de agua de vehículos, balizamiento, áreas de estacionamiento tanto para aeronaves como torres de control.
Del 28 al 31 de marzo de 2020, el conglomerado de defensa estatal de Ucrania, UkrOboronProm (UOP), actualizó seis aviones de combate de entrenamiento y envió un equipo de catorce pilotos, diseñadores e ingenieros de la Odessa Aviation Plant para las operaciones, incluidas algunas reparaciones disponibles. Las operaciones se llevaron a cabo en la base aérea de Gulu después del acuerdo y desde 2018, algunos de los aviones que fueron actualizados sonː Aero L-39 Albatros; un jet de entrenamiento y ataque ligero, L-39ZA, del cual ocho de ellos fueron reacondicionados y modernizados y el turboventilador AI-25TL fue reacondicionado y actualizado al estándar AI-25TLSh con un 10% de confianza, control mejorado y radio modernizada, incluida la navegación.
Durante la ceremonia de despedida de la graduación de 2020 en el aeropuerto de Gulu, el presidente de Uganda prometió comenzar la construcción de 30,000 unidades de vivienda en todo el país para resolver la escasez de viviendas de los miembros de la fuerza aérea en el país.

## Aeronaves

### Inventario de aeronaves
| Aeronave                 | Fotografía           | Origen               | Tipo                               | Número               | Fabricante                                |
| Aeronaves de combate     | Aeronaves de combate | Aeronaves de combate | Aeronaves de combate               | Aeronaves de combate | Aeronaves de combate                      |
| ------------------------ | -------------------- | -------------------- | ---------------------------------- | -------------------- | ----------------------------------------- |
| Mig-21                   |                      | Rusia                | Avión de caza                      | 5                    | Mikoyán                                   |
| Sukhoi Su-30             |                      | Rusia                | Caza polivalente                   | 5                    | Sukhoi                                    |
| Aviones ligeros          |                      |                      |                                    |                      |                                           |
| Cessna 172               |                      | Estados Unidos       | Avión ligero                       | 4                    | Cessna                                    |
| Aviones de transporte    |                      |                      |                                    |                      |                                           |
| Cessna 208 Caravan       |                      | Estados Unidos       | Aeronave de transporte militar     | 2                    | Cessna                                    |
| Gulfstream G550          |                      | Estados Unidos       | Avión de negocios                  | 1                    | General DynamicsGulfstream Aerospace      |
| Harbin Y-12              |                      | China                | Aeronave de transporte militarSTOL | 2                    | Harbin Aircraft Manufacturing Corporation |
| Lockheed L-100 Hercules  |                      | Estados Unidos       | Aeronave de transporte militar     | 1                    | Lockheed Martin                           |
| Helicópteros militares   |                      |                      |                                    |                      |                                           |
| Mil Mi-17                |                      | Rusia                | Helicóptero de transporte militar  | 10                   | Mil                                       |
| Mil Mi-24                |                      | Rusia                | Helicóptero de ataque              | 5                    | Mil                                       |
| Bell UH-1 Iroquois       |                      | Estados Unidos       | Helicóptero utilitario             | 5                    | Bell Textron                              |
| Bell 206                 |                      | Estados Unidos       | Helicóptero utilitario             | 5                    | Bell Textron                              |
| Aviones de entrenamiento |                      |                      |                                    |                      |                                           |
| Aero L-39 Albatros       |                      | Checoslovaquia       | Avión de entrenamiento a reacción  | 8                    | Aero Vodochody                            |
| Aermacchi SF-260         |                      | Italia               | Avión de entrenamiento             | 4                    | Alenia AermacchiSIAI-Marchetti            |

## Armamento

### Cañones
| Nombre                    | Fotografía          | Origen              | Tipo                | Calibre             | Fabricante          |
| Cañones automáticos       | Cañones automáticos | Cañones automáticos | Cañones automáticos | Cañones automáticos | Cañones automáticos |
| ------------------------- | ------------------- | ------------------- | ------------------- | ------------------- | ------------------- |
| Gryazev-Shipunov GSh-23   |                     | Rusia               | Cañón automático    | 23 mm               | KBP                 |
| Shipunov 2A42             |                     | Rusia               | Cañón automático    | 30 mm               | Tulamashzavod       |
| Gryazev-Shipunov GSh-301  |                     | Rusia               | Cañón automático    | 30 mm               | KBP                 |
| Gryazev-Shipunov GSh-30-2 |                     | Rusia               | Cañón automático    | 30 mm               | KBP                 |

### Misiles
| Nombre                  | Imagen            | Origen            | Sistema de guiado      | Fabricante                        |
| Misiles aire-aire       | Misiles aire-aire | Misiles aire-aire | Misiles aire-aire      | Misiles aire-aire                 |
| ----------------------- | ----------------- | ----------------- | ---------------------- | --------------------------------- |
| Vympel R-73             |                   | Rusia             | Guiado por infrarrojos | NPO Vympel                        |
| Vympel R-27             |                   | Rusia             | Guiado por radar       | NPO Vympel                        |
| Vympel R-77             |                   | Rusia             | Guiado por radar       | NPO Vympel                        |
| Misiles aire-superficie |                   |                   |                        |                                   |
| Kh-31                   |                   | Rusia             | Guiado por radar       | JSC Tactical Missiles Corporation |

## Comandantes

### Fuerza Aérea del Ejército de Uganda
- Wilson Toko (f. 1973)[33]
- Smuts Guweddeko (1973–1974)[33]
- Zeddy Maruru (1974–1975)[33]
- Idi Amin (1975 –?)[33]
- Godwin Sule (acting, c. 1976)[34]
- Christopher Gore (1978[35]–1979)[10]
- Andrew Mukooza (1979)[36]

### Ala Aérea de la UNLA
- Peter Oringi (1982 – ?)[18]

### Fuerza Aérea de la Fuerza de Defensa del Pueblo de Uganda
- Samuel Turyagyenda (2013[37] – 2017[2])
- Charles Lutaaya (2017[2] – presente)